# Culo (Gilli)
Culo è un singolo dei rapper norvegesi Gilli e Branco, pubblicato il 13 aprile 2019. 

## Tracce
1. Culo – 2:25